# Стрижавская поселковая община
Стрижавская поселковая община (укр. Стрижавська селищна громада) — номинально образованная территориальная община в Винницком районе Винницкой области Украины.
Административный центр — посёлок городского типа Стрижавка.

## Населённые пункты
В состав общины входит 1 пгт (Стрижавка) и 12 сёл (Бруслиновка, Дорожное, Лавровка, Медведка, Мизяковские Хутора, Пеньковка, Переорки, Подлесное, Славное, Сосонка, Супрунов, Тютюнники).